# Houdan
Houdan település Franciaországban, Yvelines megyében. Lakosainak száma 3716 fő (2022. január 1.). Houdan Goussainville, Saint-Lubin-de-la-Haye, Gressey, Maulette és Richebourg községekkel határos.

## Népesség
A település népességének változása:
| Lakosok száma | 3423 | 3535 | 3687 | 3640 | 3655 | 3671 | 3690 | 3699 | 3716 |
|               | 2013 | 2015 | 2016 | 2017 | 2018 | 2019 | 2020 | 2021 | 2022 |